# Euxoa luteomixta
Euxoa luteomixta là một loài bướm đêm trong họ Noctuidae.